# بيل ماي
بيل ماي (بالإنجليزية: Bill May)‏ (2 أكتوبر 1974 في الولايات المتحدة - ) هو مدرب كرة قدم ولاعب كرة قدم أمريكي في مركز حراسة المرمى. لعب مع سان خوسيه إيرثكويكس ولوس أنجلوس غلاكسي وSeattle Sounders (1994–2008) ‏ وSan Francisco Seals (soccer) ‏ وSpokane Shadow ‏ وSanta Cruz Surf ‏ وSeattle BigFoot ‏.

## وصلات خارجية
- بيل ماي على موقع الدوري الأمريكي (الإنجليزية)
- بيل ماي على موقع قاعدة بيانات كرة القدم.إي يو (الإنجليزية)